# Vesna Cáceres
Vesna Cáceres, vlastním jménem Vesna Vaško (* 5. května 1971 Sisak, Jugoslávie) je česká hudební skladatelka, zpěvačka a akordeonistka.
Narodila se v Chorvatsku v česko-slovinské rodině. Od roku 1990 žije v Praze.
Vystudovala akordeon v Chorvatsku. V roce 1990 přišla studovat muzikologii na Karlovu univerzitu do Prahy. Kromě muzikologie vystudovala zpěv na Konzervatoři Jaroslava Ježka, zpívala ve vokálním sextetu Prestissimo s jazzovým Big Bandem Radia Praha, v roce 1993 reprezentovala Českou republiku ve světovém sboru World Youth Choir.[zdroj?]
V roce 1996 založila společně s mexickým kytaristou Pablem Ortizem skupinu Anima Band. S Animou vystupovala v klubech, na koncertech a festivalech v České republice i v zahraničí, s repertoárem, který zahrnoval originální úpravy brazilské, latinskoamerické a také vlastní skladby. Čtyři roky moderovala česko-španělský program Contacto Latino na Radiu 1.[zdroj?]
Od konce devadesátých let rozšířila svůj repertoár o jazzové standardy a vlastní jazzové skladby. S repertoárem swing & bossa vystupuje v jazzových klubech v České republice i v zahraničí. Od roku 2004 zahájila sólovou kariéru v žánru šansonu s písničkami k textům francouzských a českých básníků, stejně jako vlastními skladbami, doprovázejíc se na akordeon. Od roku 2000 se podílí na různých divadelních projektech, píše a hraje hudbu pro divadelní představení.[zdroj?]

## Diskografie
- Ánima cum corpo, V.I.V. Production, 1997
- Písníčky z Jugoslávie, Vaško Music 1998
- Písníčky z Jugoslávie 2, Vaško Music 2000
- Little Prince, demo 2001
- Baile, Vesna, 2002
- V lásce je všechno tajemné, demo, 2004
- Vesna Sings Gershwin, demo, 2004
- 5 elementos ,[4] Nextera,[5] 2004
- Aquarela do Brasil, Vesna, 2008
- Vzpomínky na Jadran, 2008
- Le bal des fleurs, Vesna, 2013
- Čertovo kopyto (audiopohádky), Městská knihovna v Praze, 2015

## Divadlo
- Nepřerušená píseň (2004)
- Tonka Šibenice (2004) – Divadlo v Řeznické
- Manželské vraždění (2005) – Divadlo na Jezerce
- Zlomatka (2006) – Divadlo v Řeznické
- Čtyři polohy a jedna Vesna (2006) – Klub Lávka
- Krvavá svatba (2010) – Divadlo Rokoko
- Děvčátko Momo (2012) – Divadlo Kampa
- Budu všude kolem tebe (2016) – Divadlo Kampa